# Anells de Rea

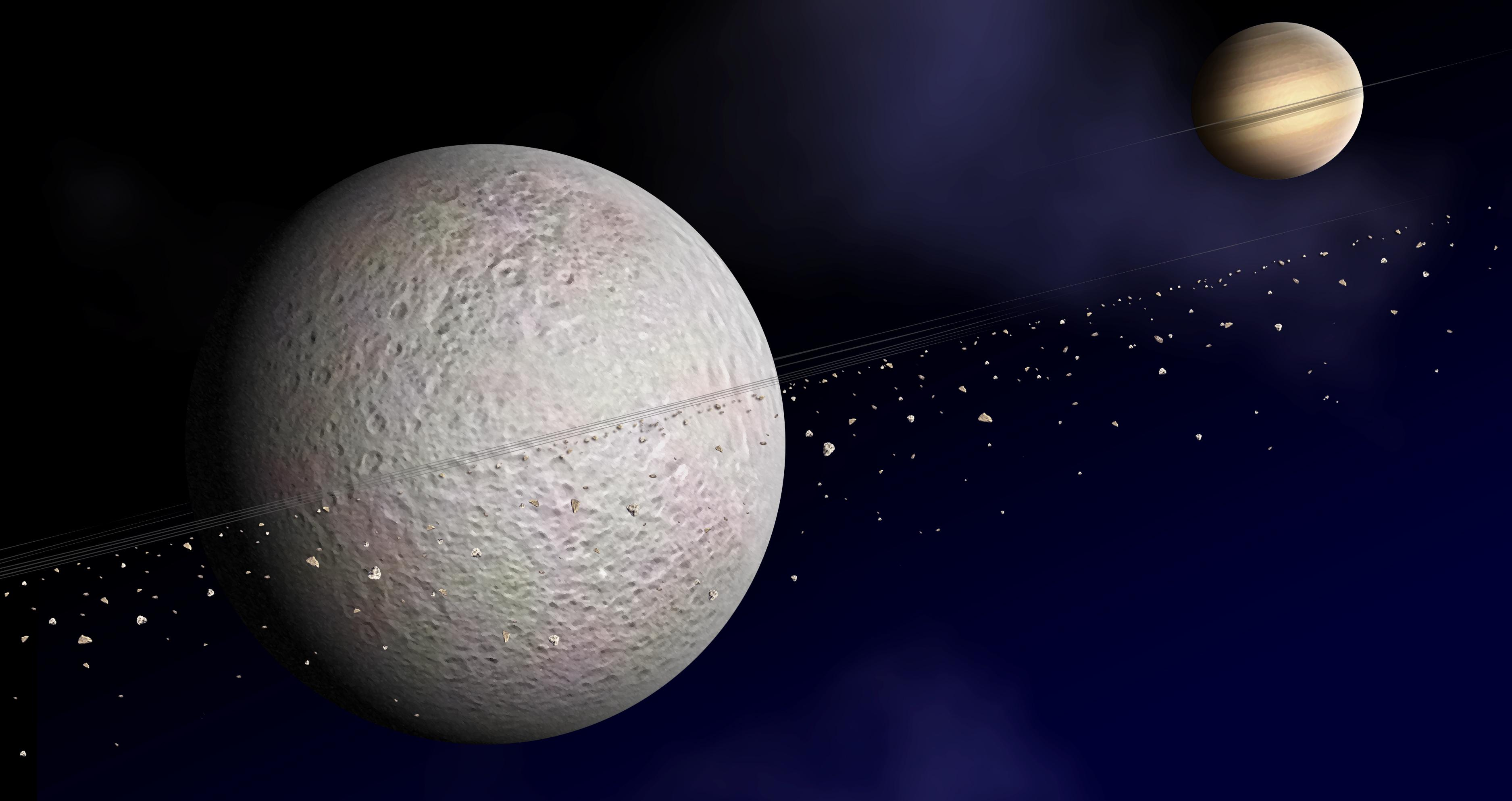
Dibuix artístic dels anells de Rea. La densitat de les partícules s'ha exagerat

Els anells de Rea, el satèl·lit de Saturn, seria un possible tènue sistema d'anells format per tres bandes estretes i relativament denses. Es consideraria el primer descobriment d'un sistema d'anells al voltant d'un satèl·lit natural. El descobriment fou anunciat el 6 de març de 2008.
Al novembre de 2005, la sonda Cassini–Huygens trobà que la magnetosfera de Saturn presentava una reducció d'electrons energètics prop de Rea. Segons l'equip d'investigadors, la reducció d'electrons s'explicaria per la presència de material sòlid en forma de disc equatorial, que contingués anells més densos o arcs de partícules amb mides des de decímetres fins aproximadament un metre de diàmetre que absorbissin els electrons. Això no obstant, les recerques des de diferents angles de la sonda Cassini no trobaren cap prova de l'anell, i a l'agost de 2010 s'anuncià que probablement Rea no tenia anells, i que la raó de la reducció d'electrons, que només es dona a Rea, romania desconeguda. No obstant això, una cadena de marques blavoses en la superfície de Rea suggereixen l'impacte de materials d'un anell orbital i deixen la qüestió sense resposta.

## Detecció

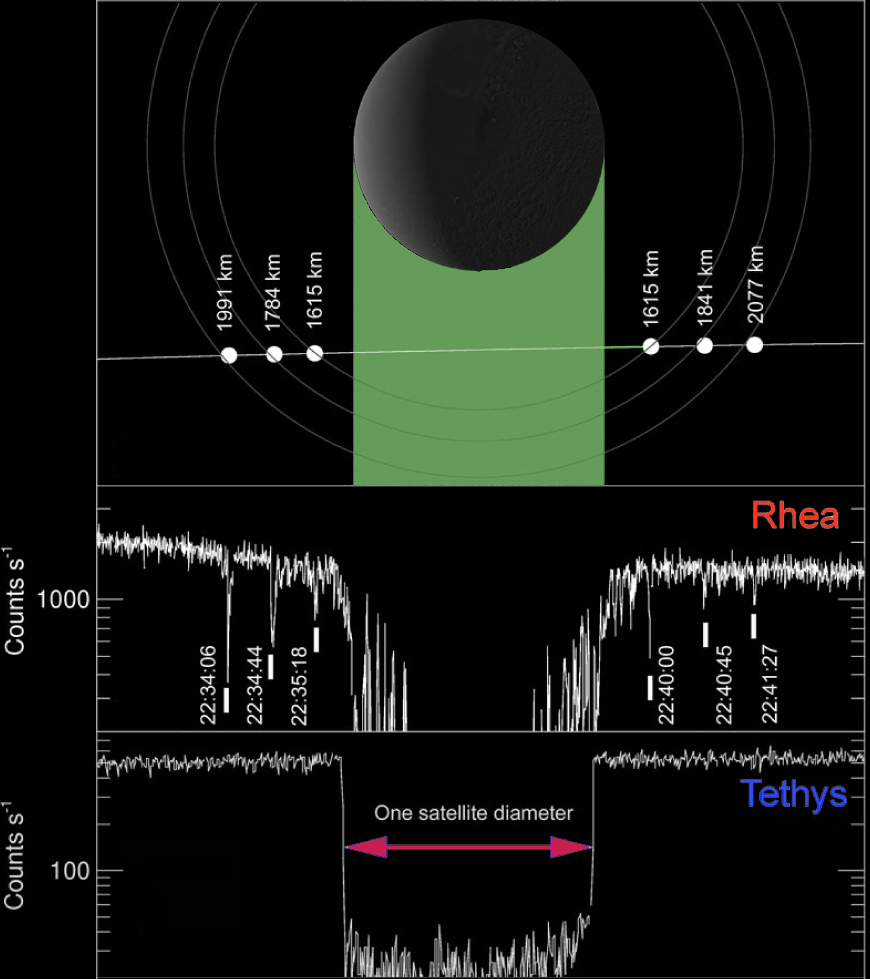
Comparació de les lectures MIMI de Rea i Tetis, i possibles anells. El plasma deixat és més turbulent a Rea que a Tetis, per això la seva ombra no és tan clara

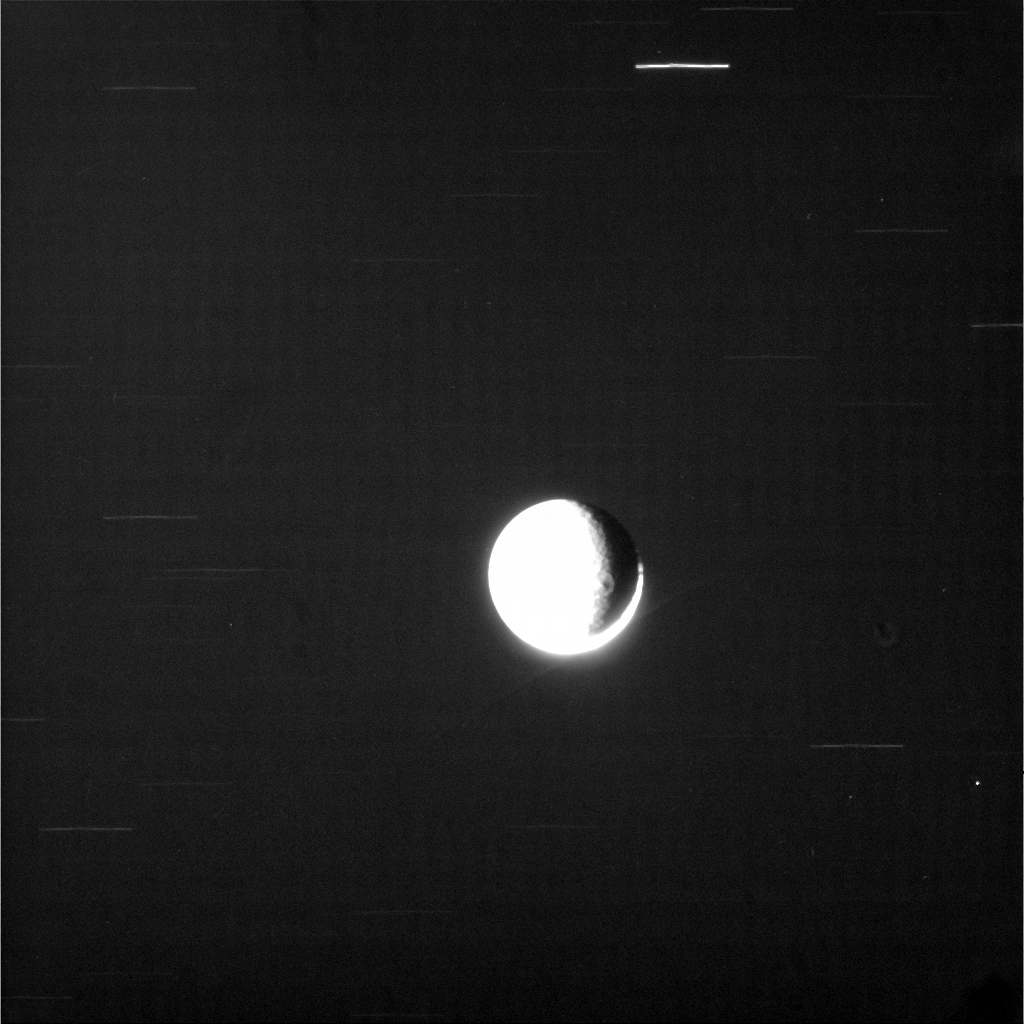
Una exposició retroil·luminada de 100 segons no trobà cap prova d'anells. Si existeixen, o són molt tènues o no reflecteixen prou de llum per detectar-los

El Voyager 1 observà una àmplia reducció d'electrons energètics atrapats en el camp magnètic de Saturn provinent de Rea el 1980. Aquestes dades, que mai foren explicaces, es feren a una distància molt més grans que les de la sonda Cassini.
El 26 de novembre de 2005, la sonda Cassini feu el vol programat a Rea. Passà a 500 km de la superfície del satèl·lit, i observà l'estela del plasma resultant com la d'altres llunes, com Dione i Tetis. En aquests casos, hi havia un tall abrupte d'electrons energètics quan Cassini creuava les ombres de plasma dels satèl·lits (la regió on els satèl·lits bloquegen el plasma magnetosfèric que arriba a la Cassini). Això no obstant, en el cas de Rea, el plasma electrònic començà a caure lentament a vuit vegades aquella distància, i decreixia gradualment fins al tall sobtat esperat quan la Cassini entrava a l'ombra de plasma de Rea.

La distància estesa correspon a l'esfera de Hill de Rea, la distància de 7,7 vegades el radi de Rea dins el qual les òrbites estan dominades més per la gravetat de Rea que per la de Saturn. Quan la sonda Cassini sortí de l'ombra de plasma de Rea, s'invertí el patró: una aguda font d'electrons energètics i un increment gradual fora del radi de l'esfera de Hill de Rea.
Aquestes lectures són similars a les d'Encèlad, on l'aigua ventilada provinent del pol sud absorbeix el plasma d'electrons. Això no obstant, en el cas de Rea, el patró d'absorció és simètric. A més, la sonda Cassini observà que aquest gradient suau presentava tres caigudes agudes en el flux de plasma als dos costats del satèl·lit, un patró que era pràcticament simètric.
L'agost de 2007, la sonda Cassini passà per l'ombra de plasma de Rea però amb més llum del corrent. Les seves lectures foren similars a les del Voyager 1.
A l'octubre de 2009, s'anuncià que un conjunt de petits punts ultraviolats distribuïts en una línia que s'estenia tres quartes parts del camí al voltant de la circumferència de Rea, a 2 graus de l'equador, podria representar una prova d'un anell. Els punts representarien l'impacte de material de l'anell desorbitat.
No hi ha imatges o observacions directes del material que podria absorbir el plasma, però els probables candidats serien difícils de detectar directament. Observacions posteriors de la Cassini no trobaren cap prova de material orbitant.

## Interpretació
La trajectòria del vol de la sonda Cassini fa difícil la interpretació de les lectures magnètiques. Els candidats obvis per a la matèria absorbent de plasma magnetosfèric són el gas neutre i la pols, però les quantitats necessàries per a explicar la disminució detectada estan lluny de les mesurades per la Cassini. Per tant, els descobridors liderats per Geraint Jones, de l'equip Cassini MIMI, proposen que la disminució podria ser causada per partícules sòlides orbitant Rea.
L'explicació més simple pels pics simètrics en el flux de plasma són arcs estesos o anells de matèria orbitant Rea en el pla equatorial. Aquests buits simètrics tenen certa similitud amb el mètode pel qual es van descobrir els anells d'Urà el 1977. Les petites desviacions de la simetria absoluta poden ser degudes a una modesta inclinació del camp magnètic local o a desviacions del flux de plasma comunes més que a l'asimetria dels mateixos anells, que serien circulars.
| Anell | Radi orbital (km) |
| ----- | ----------------- |
| disc  | < 5900            |
| 1     | ≈ 1615            |
| 2     | ≈ 1800            |
| 3     | ≈ 2020            |

No tots els científics estan convençuts que els patrons observats siguin causats per un sistema d'anells. No se n'han aconseguit imatges, la qual cosa posa un límit molt baix en la mida de les partícules de pols. A més, un anell de roques generaria pols que probablement es veuria en les imatges.

## Física

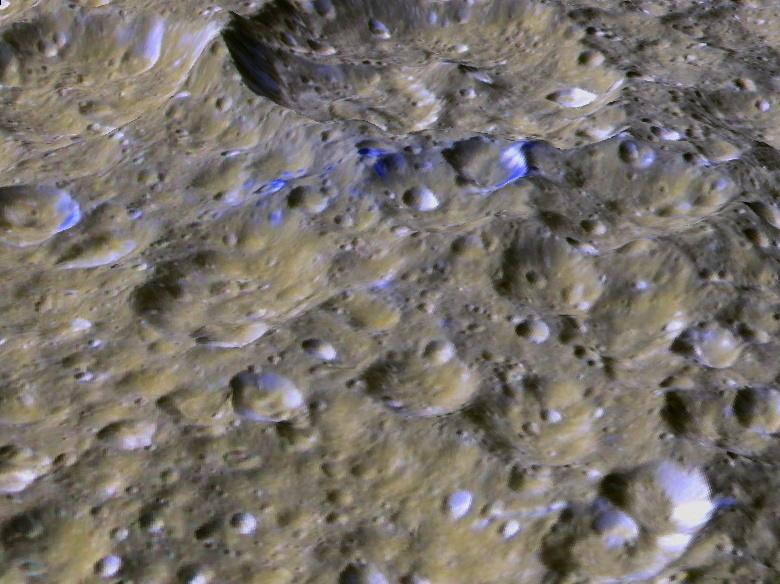
El gel blau recent a l'equador de Rea suggereix impactes de matèria d'anells desorbitats

Les simulacions suggereixen que els cossos sòlids poden orbitar establement Rea prop del pla equatorial en escales de temps astronòmiques. No podrien ser estables al voltant de Dione i Tetis perquè aquests satèl·lits estan molt més propers a Saturn i, per tant, tenen una esfera de Hill més petita, o al voltant de Tità per l'atracció de la seva densa atmosfera.
S'han donat possibles orígens per als anells. Un impacte podria haver ejectat material a l'òrbita; això podria haver succeït fa uns 70 milions d'anys. Un petit cos podria haver causat una disrupció quan quedà atrapat en l'òrbita de Rea. En ambdós casos, les runes s'haurien assentat gradualment en òrbita circular a l'equador. Donades les possibilitats d'estabilitat orbital a llarg termini, això no obstant, és possible que els anells haguessin sobreviscut a la formació de la mateixa Rea.
Per tal que els fins anells persisteixen, alguna cosa els ha de confinar. Les propostes inclouen petites llunes o grups de material dins el disc, similars als observats en els anells de Saturn.